# Bonny Doon (Californie)
Bonny Doon est une census-designated place du comté de Santa Cruz, dans l'État de Californie, aux États-Unis,. En 2020, elle compte une population de 2 868 habitants.